# Блажениј де Сус (Бистрица-Насауд)
Блажениј де Сус (рум. Blăjenii de Sus) насеље је у Румунији у округу Бистрица-Насауд у општини Шинтереаг. Oпштина се налази на надморској висини од 330 m.

## Становништво
Према подацима из 2002. године у насељу је живело 418 становника.

### Попис2002.
| Расподела становништва по националности 2002.‍ | Расподела становништва по националности 2002.‍ | Расподела становништва по националности 2002.‍ | Расподела становништва по националности 2002.‍ | Расподела становништва по националности 2002.‍ |
| --------------------------------------------- | --------------------------------------------- | --------------------------------------------- | --------------------------------------------- | --------------------------------------------- |
|                                               |                                               |                                               |                                               |                                               |
| Румуни                                        | Румуни                                        |                                               | 391                                           | 93,5%                                         |
| Роми                                          | Роми                                          |                                               | 27                                            | 6,5%                                          |